# Parlamentswahl in Gabun 2025
Die Parlamentswahl in Gabun 2025 soll am 27. September stattfinden.

## Ausgangslage
Es handelte sich um die ersten Wahlen in dem rohstoffreichen Staat Gabun mit 2,5 Millionen Einwohnern (Durchschnittsalter: 21,5 Jahre) seit dem Militärputsch 2023, durch den die von Omar Bongo aufgebaute Familien-Dynastie nach 56 Jahren Herrschaft – zuletzt geführt von seinem Sohn Ali-Ben Bongo Ondimba – gestürzt wurde. Am 23. August 2023 hatte eine Parlamentswahl stattgefunden, bei der der seinerzeit amtierende Präsident Ali Bongo (Parti Démocratique Gabonais (PDG)) eine dritte Amtszeit mit 64 % der Stimmen gewann. Die Ergebnisse waren stark umstritten. Vier Tage später führten die Streitkräfte Gabuns und die Gabunische Republikanische Garde – angeführt durch Brigadegeneral Brice Oligui, einem Cousin von Bongo – den Staatsstreich durch, wobei Bongo und die Regierung verhaftet, die Wahlergebnisse für nichtig erklärt und alle staatlichen Institutionen aufgelöst worden waren.
Auf Basis einer Volksabstimmung über eine neue Verfassung in Gabun am 16. November 2024 – die angenommen wurde – kündigte Brice Oligui an, am 12. April 2025 eine freie und faire Präsidentschaftswahl und Parlamentswahl abzuhalten. Durch das Referendum wurde zudem der Posten des Premierministers abgeschafft und die Amtszeit des Präsidenten auf sieben Jahre festgelegt, einmal verlängerbar. Ebenso beim Präsidenten, der mindestens einen Elternteil haben muss, der Gabuner ist und einen gabunischen Ehepartner. Das Referendum wird von vielen auch als wichtiger Schritt der Rückkehr zu ziviler Herrschaft nach dem Putsch angesehen. Der Präsident von Gabun wird für eine siebenjährige Amtszeit in einem Zwei-Runden-System gewählt. Das Mindestwahlalter in Gabun ist 21 Jahre, wobei Wahlpflicht besteht und Nicht-Teilnehmer bestraft werden können. Künftig sollen Abgeordnetensitze auch an Vertreter der im Ausland lebenden Gabuner gehen. Außerdem können sich Doppelstaatsbürger bei allen Wahlen aufstellen lassen, ohne ihre Staatsangehörigkeit zu verlieren. Eine Ausnahme stellen jedoch Präsidentschaftswahlen dar. Kritisiert wurde vor den Wahlen, dass die für die Teilnahme an der Präsidentschaftswahl zu hinterlegende Kaution von 20 Mio. auf 30 Mio. CFA-Franc angehoben wurde und die der Legislativ- und Senatskandidaten von 500.000 auf 1 Mio. CFAF.